# Pom Klementieff

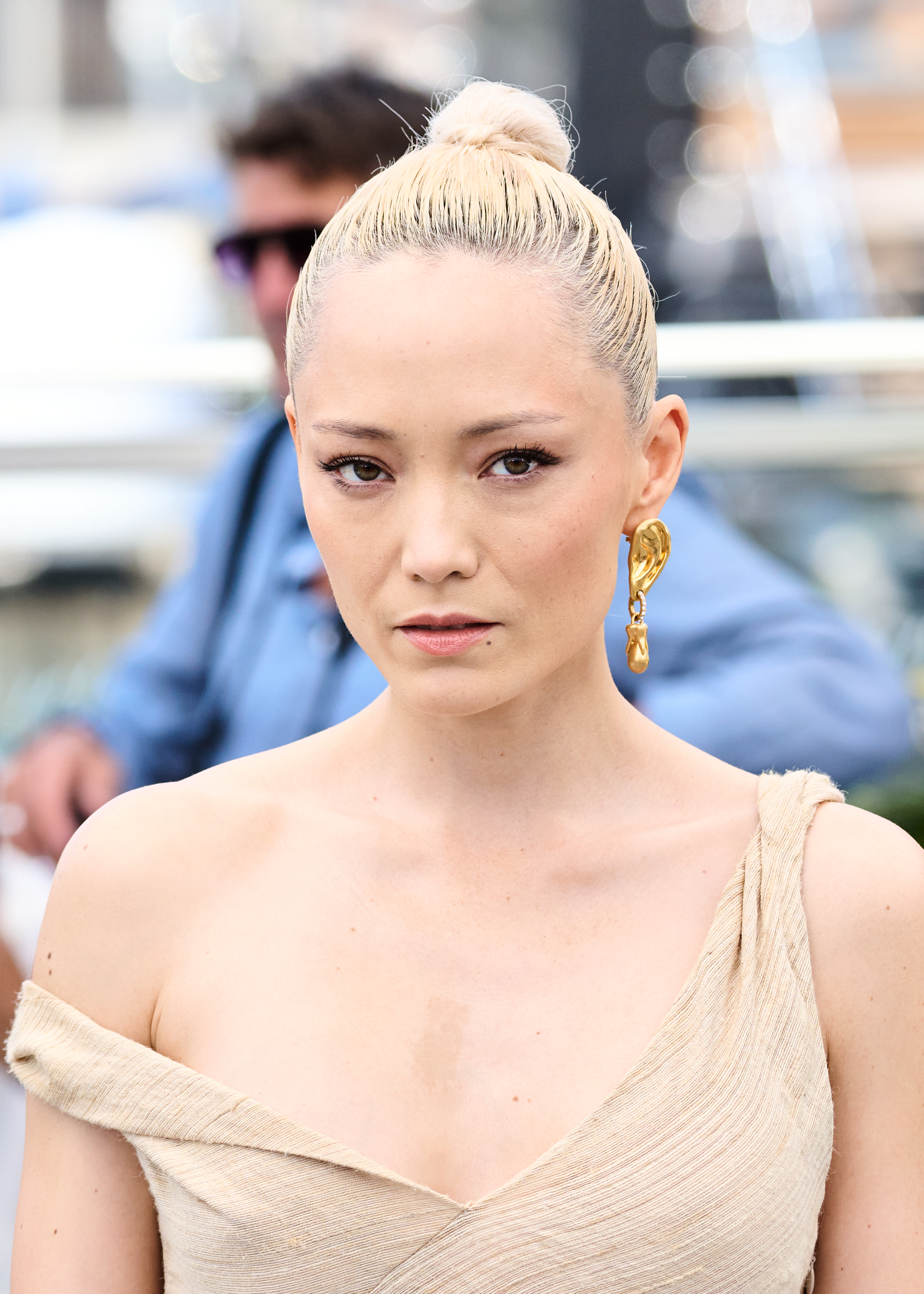
Pom Klementieff bei den Internationalen Filmfestspielen von Cannes 2025

Pom Klementieff (* 3. Mai 1986 in Québec, Kanada) ist eine französische Schauspielerin.

## Biografie
Pom Klementieff ist die Tochter einer koreanischen Mutter und eines französisch- und russischstämmigen Vaters. Klementieff lebte zunächst ein Jahr in Québec, danach zog sie mit ihrer Familie nach Kyoto und in die Elfenbeinküste. Schließlich wurden sie in der Nähe von Paris sesshaft.
Mit 19 begann Klementieff am Cours Florent in Paris mit der Schauspielerei. Heute lebt sie in Los Angeles.
Klementieff verkörperte zunächst kleinere Rollen. In Der Tag, der alles veränderte (2007) von Regisseur Gaël Morel spielte sie die Stieftochter der Protagonistin Catherine Deneuve. Ihre erste Hauptrolle hatte sie in dem französischen Film Loup (2009, Regie: Nicolas Vanier). 2013 feierte sie ihr Hollywood-Debüt in Spike Lees Film Oldboy. In Guardians of the Galaxy Vol. 2 (2017) und Vol. 3 (2023), den Fortsetzungen von Guardians of the Galaxy, übernahm sie die Rolle der Mantis, die sie auch in Avengers: Infinity War (2018), Avengers: Endgame (2019) sowie Thor: Love and Thunder (2022) spielte.

## Filmografie (Auswahl)
- 2007: Der Tag, der alles veränderte (Après lui)
- 2009: Sans arme, ni haine, ni violence
- 2010: Der Junge und der Wolf (Loup)
- 2011: Sleepless Night – Nacht der Vergeltung (Nuit blanche)
- 2012: Porn in the Hood – Die Gang ohne Bang (Les Kaïra)
- 2013: Paris um jeden Preis (Paris à tout prix)
- 2013: Oldboy
- 2015: Hacker’s Game
- 2017: Ingrid Goes West
- 2017: Newness
- 2017: Guardians of the Galaxy Vol. 2
- 2018: Avengers: Infinity War
- 2018: A. I. Tales
- 2019: Avengers: Endgame
- 2019: Black Mirror (Fernsehserie, Folge 5x01)
- 2019: Der schwarze Diamant (Uncut Gems)
- 2020: Westworld (Fernsehserie)
- 2020: Acting for a Cause (Fernsehserie, Episode 3x02)
- 2021: Thunder Force
- 2021: The Suicide Squad
- 2022: Thor: Love and Thunder
- 2022: The Guardians of the Galaxy Holiday Special
- 2023: Guardians of the Galaxy Vol. 3
- 2023: Mission: Impossible – Dead Reckoning Teil Eins (Mission: Impossible – Dead Reckoning Part One)
- 2024: The Killer’s Game
- 2025: Mission: Impossible – The Final Reckoning